# Mukai Kyorai

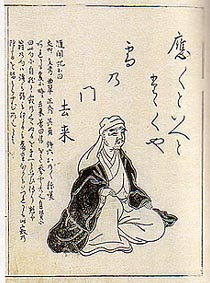
Abbildung von Mukai Kyorai

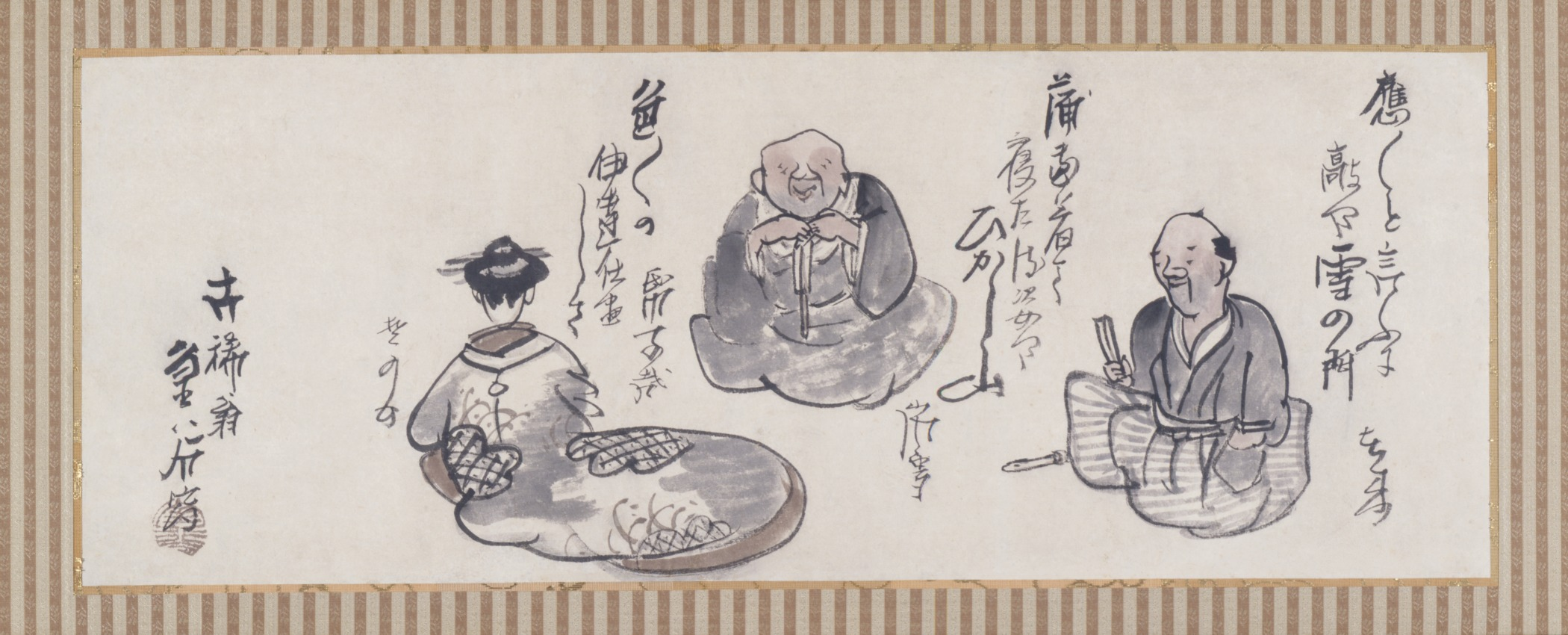
Drei Poeten

Mukai Kyorai (japanisch 向井 去来; eigentl.: Mukai Kanetoki, * 1651 in Nagasaki; † 8. Oktober 1704 in Kyōto) war ein japanischer Haiku-Dichter.

## Leben und Wirken
Mukai Kyorai wurde in Nagasaki als zweiter Sohn des Konfuzianisten und Arztes Mukai Motomasa (向井元升) geboren und zog als Junge mit seinem Vater nach Kyōto.
Eine Zeit lang lebte Kyorai bei seinem Onkel in Fukuoka und studierte Kampfkunst. Infolgedessen wurde er im Alter von 25 Jahren eingeladen, dem Fukuoka-Klan beizutreten. Doch aus irgendeinem Grund lehnte er dies entschieden ab und gab danach den Kampfsport auf und führte ein Leben wie ein Rōnin in Kyōto.
Vom 1683 lernte Kyorai über Takarai Kikaku per Korrespondenz den Haiku-Meisters Matsuo Bashō kennen. 1686 ging er nach Edo und hatte die Gelegenheit, Bashō zum ersten Mal persönlich zu treffen und wurde einer seiner bedeutendsten Schüler.
Ab 1688 lebte Kyorai am Rand von Kyōto in seiner  Dichterklause Rakushisha (落柿舎) im Ortsteil Sagano (嵯峨野). Hier besuchte ihn sein Lehrer häufig und schrieb 1691 sein Saga nikki (嵯峨日記). Kyorai wirkte an der Herausgabe zweier Haiku-Sammlungen Bashōs und seiner Schüler (Arano, 1689, und Sarumino (猿蓑), 1691) mit und betätigte sich nach Bashōs Tod als Interpret von dessen Werken und Haiku-Lehrer. Daneben veröffentlichte er mehrere Sammlungen eigener Gedichte und mehrere Essays, in denen er die Prinzipien seiner Dichtkunst erläuterte (Kyorai shō; Tabine ron).